# Hellyethira eskensis
Hellyethira eskensis är en nattsländeart som först beskrevs av Martin E. Mosely 1934.  Hellyethira eskensis ingår i släktet Hellyethira och familjen smånattsländor. Inga underarter finns listade i Catalogue of Life.